# HD 93563
HD 93563，又名CP-56 3800，SAO 238468、HR 4221，是一颗恒星，视星等为5.23，位于銀經286.46，銀緯2.08，其B1900.0坐标为赤經10h 42m 55.3s，赤緯-56° 2.08′ 48″。